# Fabienne Feraez
Fabienne Feraez (* 6. August 1976 in Mont-de-Marsan) ist eine ehemalige beninisch-französische Leichtathletin, die sich auf den Sprint spezialisiert hat. Aktuell ist sie Inhaberin der Landesrekorde über 200 und 400 Meter.

## Sportliche Laufbahn
Erste internationale Erfahrungen sammelte Fabienne Feraez im Jahr 1999, als sie für Frankreich startend bei der Sommer-Universiade in Palma in 23,45 s den fünften Platz im 200-Meter-Lauf belegte. Zudem gelangte sie mit der französischen 4-mal-100-Meter-Staffel mit 44,03 s auf Rang vier. 2003 schied sie bei den Weltmeisterschaften nahe Paris für Benin startend mit 23,86 s im Viertelfinale aus. Anschließend belegte sie bei den Afrikaspielen in Abuja in 23,89 s den achten Platz über 200 Meter und gelangte mit der 4-mal-100-Meter-Staffel mit 46,45 s auf Rang fünf. Im Jahr darauf wurde sie bei den Afrikameisterschaften in Brazzaville im Finale im 100-Meter-Lauf disqualifiziert und anschließend schied sie bei den Olympischen Sommerspielen in Athen mit 23,23 s im Viertelfinale über 200 Meter aus. Zudem war sie Fahnenträgerin Benins während der Eröffnungsveranstaltung der Spiele. 2005 schied sie bei den Weltmeisterschaften in Helsinki mit 23,29 s im Halbfinale aus, ehe sie beim IAAF World Athletics Final in Monaco mit 23,21 s auf dem siebten Platz landete. Daraufhin belegte sie bei den Spielen der Frankophonie in Niamey in 23,78 s den vierten Platz über 200 Meter. Im Jahr darauf gewann sie bei den Afrikameisterschaften in Bambous in 23,15 s die Bronzemedaille über 200 Meter hinter der Ghanaerin Vida Anim und Geraldine Pillay aus Südafrika. Anschließend gelangte sie beim World Athletics Final in Stuttgart mit 23,21 s auf den achten Platz. 2008 nahm sie erneut über 200 Meter an den Olympischen Sommerspielen in Peking teil und schied dort mit 24,07 s in der ersten Runde aus. Zudem war sie erneut Fahnenträgerin Benins während der Eröffnungsveranstaltung der Spiele und auch bei der Abschlussveranstaltung. 2010 beendete sie dann ihre aktive sportliche Karriere im Alter von 34 Jahren.

## Persönliche Bestzeiten
- 100 Meter: 11,50 s (+1,4 m/s), 5. August 1998 in Montauban
  - 60 Meter (Halle): 7,44 s, 4. Februar 2005 in Eaubonne (beninischer Rekord)
- 200 Meter: 22,81 s (+0,7 m/s), 16. Juli 2005 in Angers (beninischer Rekord)
  - 200 Meter (Halle): 23,78 s, 15. Februar 1998 in Bordeaux
- 400 Meter: 51,47 s, 14. Juli 2006 in Rom (beninischer Rekord)